# Identitätsprüfung (Chemie)
Die Identitätsprüfung ist ein Verfahren der analytischen Chemie, mit dem Stoffe identifiziert werden können. 
In der Fachliteratur wird empfohlen, die Identität zweier Stoffe (beschränkt auf Stoffe im festen Aggregatzustand) zuerst durch die einfache und schnelle Methode der Messung des Mischschmelzpunktes zu überprüfen, bevor man zu spektroskopischen Verfahren greift. Die Identitätsprüfung kann z. B. mittels Infrarotspektroskopie über den Vergleich des Fingerprint-Bereiches im IR-Spektrum einer bekannten Substanz mit dem Spektrum einer unbekannten Substanz erfolgen. 

## Identitätsprüfung der Edukte zur Synthese von Arzneistoffen
Es ist üblich und teilweise durch öffentliche Vorschriften gefordert, die Edukte zur Synthese von Arzneistoffen vor dem Einsatz einer Identitätsprüfung zu unterwerfen. Dies ist ein Beitrag zur Qualitätssicherung im Gesamtprozess der Arzneistoff-Synthese.